# ザ・ゲッタウェイ ハイ・スピードII
『ザ・ゲッタウェイ ハイ・スピードII』(The Getaway: High Speed II)は、米ウィリアムス社が1992年に発売したピンボールマシン。同社が発売した『ハイ・スピード』の続編である。

## 前作との違い
前作『ハイ・スピード』との主な相違点は、以下の通りである。
- スコア・ディスプレイが128×32ドットのドットマトリクスになった。
- プランジャーがシフトレバー型のオートプランジャーになった。
- 左フリーウェイの隣にランプレーン（スーパーチャージャー）が追加された。
- フリーウェイにボールを通すとRPM（エンジンの回転数）が増えていき、RPMがレッドラインに達したときにギア（シフトレバー）を上げると、各種アワードを獲得できるようになった。
  - 1st Gear: 300万点
  - 2nd Gear: ホールド・ボーナス
  - 3rd Gear: キックアウト・ホールにビデオモードが点灯
  - 4th Gear: スーパーチャージャー・モード
  - 5th Gear: ランプレーンにレッドライン・マニアが点灯
- スコア・ディスプレイでカーチェイスを行うビデオモードが追加された。
- キックアウト・ホールでバーン・ラバー（ランダムバリュー）が獲得できるようになった。
- リターンレーンのLITE KICKBACKが廃止され、キックバックの復活が困難になった。本ゲームでのキックバックの復活方法は以下の通り。
  - 左右にある1～3のスタンドアップ・ターゲットのいずれかを全て点灯させる
  - バーン・ラバーでLITE KICKBACKを出す
  - レッドライン・マニアをスタートさせる
- マルチボールのボールロックが、信号が緑→黄→赤と進む毎に1球ずつロックする方式になった。
- マルチボールのボールロックがサードフリッパーからの他に、左フリーウェイからでもロックできるようになった。
- ボールロック用のランプが昇降式になり、ボールロック時以外はランプが降りてサードフリッパーにループするようになった。
- マルチボールで獲得できるジャックポットが通常のジャックポットとスーパージャックポットの二段階になった。
- プレイ中にランダムでエキストラボールやリプレイが点灯するようになった。
- ボール開始時やマルチボール開始時にフリー・ライド（フリーズ）が機能するようになった。
- リプレイ・ブースト（リプレイを獲得すると次プレイのリプレイスコアが高くなる）が採用された。
- バイ・インが採用された。

全体的にビッグポイントのフィーチャーが多数追加され、それに伴い『ハイ・スピード』で売りであったマルチボール・ジャックポットの存在が稀薄になっている。
また、スコアもインフレ化しており、リプレイスコアが標準設定で7500万点、ハイスコア（グランドチャンピオン）の初期値が2億点となっている。

## レッドライン・マニア
ギアが5速の状態でRPMがレッドラインに達すると、ランプレーンに「レッドライン・マニア」が点灯し、点灯中にランプレーンにボールを通すとレッドライン・マニアがスタートする。
レッドライン・マニアでは、以下の各フィーチャーが一斉にスタートする。本ゲーム最大のビッグポイントである。
- 1000万点を獲得
- キックアウト・ホールにエキストラボールが点灯
- フリーウェイが500万点になる
- 全てのターゲットが50万点になる
- キックバックが復活
- ジャックポットが点灯
- マルチボールがスタート

マルチボールが終了するとレッドライン・マニアも終了して、ギアが1速に戻る。

## この項における全体的な参考資料
- The Getaway: High Speed II Operators' Manual[1]

## その他
- ゲームプレイ中のメインBGMにはZZトップの "La Grange" が使用されている。
- Farsight Studios（英語版）によるピンボールシミュレーター『Pinball Arcade（英語版）』に本機が収録されていた[2]。2018年6月30日にウィリアムス社・バリー社の権利所持者とのライセンスが切れたことにより本機を含めた両社のピンボール台の販売を終了している[3]。
- ZEN Studioによるピンボールシミュレーター『Pinball FX3』のDLC「Williams(r) Pinball VOLUME1」に収録されている。[4]